# Sceptycyzm naukowy
Sceptycyzm naukowy to podejście polegające na kwestionowaniu twierdzeń bez dowodów empirycznych. W praktyce termin ten najczęściej odnosi się do badania twierdzeń i teorii, które wydają się wykraczać poza główny nurt nauki, a nie do standardowych wyzwań naukowców. Sceptycyzm naukowy różni się od sceptycyzmu filozoficznego, który neguje ludzką zdolność poznawania świata, oraz sceptycyzmu metodologicznego, który jest systematycznym procesem kwestionowania przekonań.
Ruch sceptyczny to współczesny ruch społeczny oparty na idei sceptycyzmu naukowego. Celem ruchu jest zbadanie twierdzeń na tematy marginalne i ocena ich poparcia w badaniach empirycznych i czy są powtarzalne, zgodnie z normami metodologicznymi, które dążą do „poszerzania uwierzytelnionej wiedzy”. Ruch ma na celu zbadanie twierdzeń dotyczących tematów pobocznych i ustalenie, czy są one poparte badaniami empirycznymi i czy są powtarzalne, jako część normy metodologicznej dążącej do „rozszerzenia certyfikowanej wiedzy”.
Korzenie ruchu sceptycznego sięgają co najmniej XIX wieku, kiedy to zaczęto publicznie kwestionować bezkrytyczną akceptację stwierdzeń o spirytyzmie, przesądach i pseudonauce. Publikacje, takie jak holenderski Vereniging tegen de Kwakzalverij (1881), zajmowały się również szarlatanerią medyczną. Wzorem belgijskiej organizacji Comité Para, Amerykanie Paul Kurtz i Marcello Truzzi w 1976 roku w Amherst w stanie Nowy Jork założyli Committee for the Scientific Investigation of Claims of the Paranormal (CSICOP), obecnie znany jako Committee for Skeptical Inquiry (CSI), która zainspirowała tworzenie podobnych grup na całym świecie. W Polsce organizacją zrzeszającą sceptyków naukowych jest Klub Sceptyków Polskich.

## Zarys ogólny
Sceptycy naukowi utrzymują, że empiryczne badanie rzeczywistości prowadzi do najbardziej wiarygodnej wiedzy empirycznej i sugerują, że do weryfikacji wyników najlepiej nadaje się metoda naukowa. Sceptycy naukowi starają się oceniać hipotezy na podstawie ich sprawdzalności i falsyfikalności; odradzają przyjmowanie twierdzeń, które opierają się na wierze lub dowodach anegdotycznych.
Paul Kurtz opisał sceptycyzm naukowy w książce The New Skepticism z 1992 roku, nazywając go niezbędnym elementem dociekań naukowych. The Skeptics Society opisuje go jako „zastosowanie rozumu do wszystkich idei - nie ma świętych krów”. Robert K. Merton wprowadził normy mertonowskie, zgodnie z którymi wszystkie idee muszą być sprawdzone i podlegają rygorystycznej, zorganizowanej kontroli społecznej. Kendrick Frazier powiedział, że sceptycy naukowi są przywiązani do nauki, rozumu, dowodów i poszukiwania prawdy. Carl Sagan podkreślił znaczenie umiejętności zadawania sceptycznych pytań, rozpoznawania błędnych lub fałszywych argumentów oraz rozważania prawdziwości argumentu, a nie tylko tego, czy podoba nam się jego konkluzja. Podobnie Steven Novella określił sceptycyzm jako wybieranie „przekonań i wniosków, które są wiarygodne i ważne, a nie tych, które są wygodne lub komfortowe” oraz jako badanie „pułapek ludzkiego rozumu i mechanizmów oszustwa, aby nie dać się oszukać innym lub sobie”. Brian Dunning nazwał sceptycyzm „procesem poszukiwania potwierdzonych wniosków, a nie uzasadnienia z góry założonego wniosku".
Sceptycy często koncentrują swoją krytykę na twierdzeniach, które uważają za niewiarygodne, wątpliwe lub wyraźnie sprzeczne z ogólnie przyjętą nauką. Sceptycy naukowi nie twierdzą, że niezwykłe twierdzenia należy automatycznie odrzucać z góry – twierdzą raczej, że należy krytycznie badać twierdzenia o zjawiskach paranormalnych lub anomalnych i że nadzwyczajne twierdzenia wymagałyby nadzwyczajnych dowodów na ich poparcie, zanim mogłyby zostać uznane za prawdziwe. Z naukowego punktu widzenia sceptycy oceniają idee według wielu kryteriów, takich jak falsyfikowalność, Brzytwa Ockhama, Kanon Morgana i moc wyjaśniająca, a także stopień, w jakim ich przewidywania odpowiadają wynikom eksperymentalnym.
Sceptycyzm generalnie można uznać za część metody naukowej, na przykład wynik eksperymentu nie jest uznawany za ustalony, dopóki nie można wykazać, że wynik jest identyczny w niezależnym eksperymencie.

## Obalanie i racjonalne dociekanie
Czasownik „obalić” (ang. debunk) jest używany do określenia wysiłków sceptyków w celu zdemaskowania lub zdyskredytowania twierdzeń uważanych za fałszywe, przesadzone lub pretensjonalne. Jest on ściśle związany ze sceptycznym badaniem lub racjonalnym dociekaniem kontrowersyjnych tematów, takich jak UFO, rzekome zjawiska paranormalne, kryptydy, teorie spiskowe, medycyna alternatywna, religia lub inne obszary badań naukowych lub pseudonaukowych.
Inne tematy, które literatura naukowo-sceptyczna podaje w wątpliwość, to twierdzenia zdrowotne dotyczące pewnych produktów spożywczych, zabiegów i leków alternatywnych, wiarygodność i istnienie nadprzyrodzonych zdolności (np. wróżenie z tarota) lub bytów (np. poltergeisty, anioły, bogowie - w tym Zeus); potwory kryptozoologii (np. potwór z Loch Ness); a także kreacjonizm / inteligentny projekt, różdżkarstwo, teorie spiskowe i inne twierdzenia, które sceptycy uważają za mało prawdopodobne z naukowego punktu widzenia.
Sceptycy, tacy jak James Randi, stali się sławni dzięki obalaniu twierdzeń dotyczących niektórych z tych tematów. Joe Nickell, badacz zjawisk paranormalnych, przestrzega jednak, że „debunkerzy” muszą uważać, aby poważnie i bez uprzedzeń podchodzić do twierdzeń o zjawiskach paranormalnych. Wyjaśnia, że otwarte badanie ma większe szanse na nauczanie i zmianę poglądów niż obalanie
Uderzającą cechą ruchu sceptycznego jest fakt, że chociaż większość zjawisk, takich jak astrologia i homeopatia, została wielokrotnie obalona, to jednak pozostają one popularne. W 2018 roku Frazier ponownie podkreślił, że „potrzebujemy teraz niezależnego, opartego na dowodach naukowych krytycznego badania i dociekania bardziej niż kiedykolwiek w naszej historii”.

### Niebezpieczeństwo pseudonauki
Chociaż nie wszystkie pseudonaukowe przekonania są zawsze niebezpieczne, niektóre mogą być potencjalnie szkodliwe. Platon uważał, że uwolnienie innych od niewiedzy mimo ich początkowego oporu jest rzeczą wielką i szlachetną. Współcześni pisarze sceptyczni odnoszą się do tej kwestii na różne sposoby. Bertrand Russell twierdził, że niektóre indywidualne działania oparte na przekonaniach, dla których nie ma dowodów skuteczności, mogą prowadzić do działań destrukcyjnych. James Randi często pisał na temat oszustw dokonywanych przez wróżbitów i uzdrowicieli. Niekwalifikowana praktyka medyczna i medycyna alternatywna mogą prowadzić do poważnych obrażeń i śmierci. Sceptyczny aktywista Tim Farley, który dąży do stworzenia katalogu szkodliwych praktyk pseudonaukowych i przypadków szkód przez nie spowodowanych, szacuje udokumentowaną liczbę zabitych lub rannych na ponad 600 tysięcy. Richard Dawkins wskazuje na religię jako źródło przemocy (zwłaszcza w książce "Bóg urojony"), a kreacjonizm uważa za zagrożenie dla biologii. Niektórzy sceptycy, jak np. członkowie podcastu The Skeptics' Guide to the Universe, sprzeciwiają się pewnym nowym ruchom religijnym z powodu ich kultowego zachowania.
Leo Igwe, z Międzynarodowej Szkoły Studiów Afrykańskich w Bayreuth i były pracownik naukowy James Randi Educational Foundation (JREF), napisał „manifest dla sceptycznej Afryki”, który uzyskał poparcie wielu działaczy społecznych w Afryce, jak również sceptyków na całym świecie. Igwe jest nigeryjskim obrońcą praw człowieka i działaczem przeciwko skutkom oskarżeń dzieci o czary. Igwe popadł w konflikt z wysoko postawionymi wyznawcami czarów, co doprowadziło do ataków na niego i jego rodzinę.

## Historia

### Korzenie historyczne
Według Daniela Loxtona „sceptycyzm to historia bez początku i końca”. W artykule zamieszczonym w 2013 roku w magazynie Skeptic zatytułowanym Why Is There a Skeptical Movement („Dlaczego istnieje ruch sceptyków”) stwierdza, że historia sceptycyzmu paranormalnego trwa dwa tysiąclecia. Uważa on, że praktyka, problemy i centralne koncepcje sięgają aż do starożytności i powołuje się na opowieść, zawartą w niektórych wersjach Starego Testamentu, w której prorok Daniel demaskuje opowieść o „żywym” posągu jako oszustwo. Według Loxtona, na przestrzeni dziejów istnieją dalsze przykłady osób praktykujących krytyczne dociekania i piszących książki lub występujących publicznie przeciwko poszczególnym oszustwom i popularnym przesądom, w tym osób takich jak Lukian z Samosat (II wiek), Michel de Montaigne (XVI wiek), Thomas Ady i Thomas Browne (XVII wiek), Antoine Lavoisier i Benjamin Franklin (XVIII wiek), wielu różnych filozofów, naukowców i magików w XIX i na początku XX wieku aż do Harry'ego Houdiniego. Jednakże sceptycy łączący się w stowarzyszenia badające zjawiska paranormalne i nauki obce to zjawisko współczesne.

### CSICOP i współczesny sceptycyzm

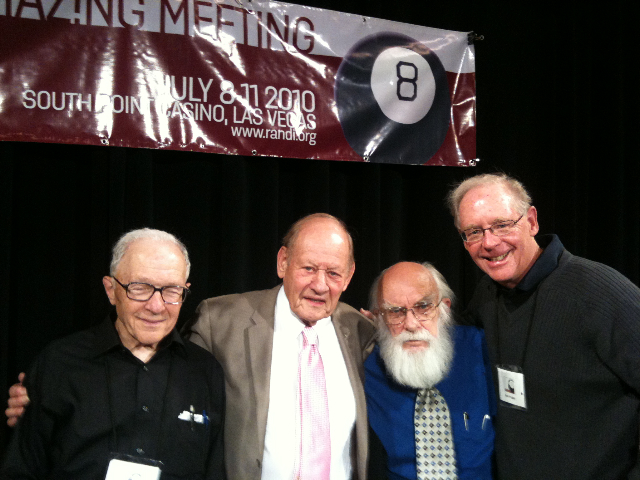
Wpływowi sceptycy z Ameryki Północnej: Ray Hyman, Paul Kurtz, James Randi i Kendrick Frazier

W 1976 roku w Stanach Zjednoczonych powstał Committee for the Scientific Investigation of Claims of the Paranormal (CSICOP), od listopada 2006 roku znany jako Committee for Skeptical Inquiry (CSI). Niektórzy uważają to za „narodziny nowoczesnego sceptycyzmu”, jednak założyciel Paul Kurtz wzorował się na Comité Para, łącznie z nazwą. Motywem Kurtza było „przerażenie (…) rosnącą falą wiary w zjawiska paranormalne i brak odpowiednich badań naukowych tych twierdzeń”.
Mimo że nie jest najstarsza, CSICOP była „pierwszą udaną, szeroko zakrojoną północnoamerykańską organizacją sceptyczną okresu nowożytnego”, spopularyzowała używanie terminów „sceptyk”, „sceptyczny” i „sceptycyzm” przez swoje czasopismo Skeptical Inquirer i bezpośrednio zainspirowała powstanie wielu innych organizacji sceptycznych na całym świecie, zwłaszcza w Europie.
Należą do nich: Australijskie Towarzystwo Sceptyków (1980), Vetenskap och Folkbildning (Szwecja, 1982), New Zealand Skeptics (1986), GWUP (Austria, Niemcy i Szwajcaria, 1987), Skepsis ry (Finlandia, 1987), Stichting Skepsis (Holandia, 1987), CICAP (Włochy, 1989) i SKEPP (Belgia, 1990).
Oprócz naukowców, takich jak astronomowie, ważną rolę w badaniu szarlatanów i demaskowaniu ich sztuczek odgrywali magicy sceniczni, tacy jak James Randi. W 1996 r. Randi założył James Randi Educational Foundation (JREF) i stworzył One Million Dollar Paranormal Challenge, w którym każdy, kto w ustalonych przez obie strony kontrolowanych okolicznościach wykaże się zdolnościami paranormalnymi, mógł ubiegać się o nagrodę miliona dolarów amerykańskich. Po przejściu Randiego na emeryturę w 2015 roku, JREF oficjalnie zakończyła Paranormal Challenge, a nagroda nie została przez nikogo zdobyta.

### Po roku 1989
Po Jesieni Ludów w Europie Środkowo-Wschodniej nastąpił gwałtowny rozwój znachorstwa i wierzeń paranormalnych, których nie ograniczały już ani świeckie reżimy komunistyczne, ani żelazna kurtyna i jej bariery informacyjne. Powstało też wiele nowych organizacji sceptycznych, których celem była niejako ochrona konsumentów. Należały do nich Český klub skeptiků Sisyfos (Czechy 1995), Szkeptikus Társaság Egyesület (Węgry 2006), Klub Sceptyków Polskich (Polska 2010) i rosyjskojęzyczne Общество скептиков (2013). 
Od 1989 roku Europie odbywa się Europejski Kongres Sceptyków (ESC), od 1994 roku koordynowany przez European Council of Skeptical Organisations. W Stanach Zjednoczonych od 2003 roku najważniejszą konferencją sceptyczną była The Amaz!ng Meeting (TAM), organizowana przez JREF w Las Vegas, z dwiema konferencjami w Londynie (2009 i 2010) i jedną w Sydney (2010). Od 2010 roku Merseyside Skeptics Society i Greater Manchester Skeptics wspólnie organizują Question, Explore, Discover (QED) w Manchesterze. Światowe Kongresy Sceptyków odbyły się w Buffalo (1996), Heidelbergu (1998), Sydney (2000), Burbanku (2002), Abano Terme (2004) i Berlinie (2012).
W 2010 roku Susan Gerbic zainicjowała projekt Guerrilla Scepticism on Wikipedia (GSoW), jako formę dotarcia do ogółu społeczeństwa poprzez ulepszanie sceptycznych treści na Wikipedii.